# 아이스 와이드 오픈 (영화)
아이스 와이드 오픈(Einayim Petukhoth, Eyes Wide Open)은 프랑스에서 제작된 하임 타박만 감독의 2009년 드라마 영화이다. 조허 슈트라우스 등이 주연으로 출연하였고 마이클 엑켈트 등이 제작에 참여하였다.

## 출연

### 주연
- 조허 슈트라우스
- 란 단커

### 조연
- 팅커벨
- 차히 그라드
- 이삭 샤리
- 애비 그라이닉
- 하임 자나티
- 이프타크 오피어

## 제작진
- Line PD: 이타이 타미르
- Line PD: 크리스찬 베네프로네
- 미술: 아비 파히마
- 배역: 야엘 아비브